# William North
William North (ur. w 1755 roku, zm. 3 stycznia 1836 roku) – amerykański żołnierz i polityk.
W 1798 roku podczas piątej kadencji Kongresu Stanów Zjednoczonych z ramienia Partii Federalistycznej przez kilka miesięcy reprezentował stan Nowy Jork w Senacie Stanów Zjednoczonych.